# Leeuwarden (gemeente)

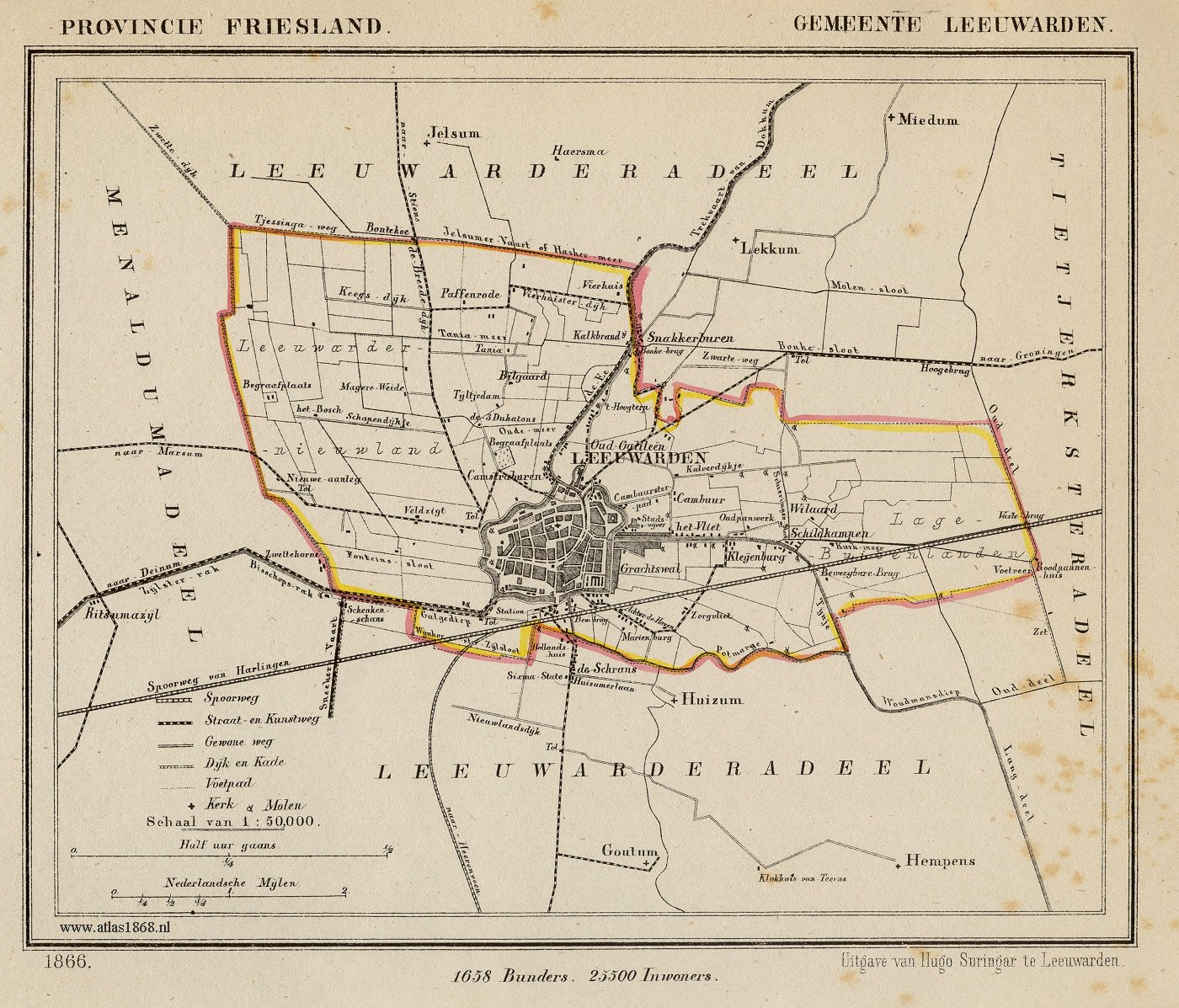
De gemeente Leeuwarden in 1866

Leeuwarden (uitspraakⓘ) (Stadsfries: Liwwadden of Leewadden; Fries: Ljouwert (uitspraakⓘ)) is een gemeente in het noorden van de Nederlandse provincie Friesland. De gemeente heeft in totaal 128.857 inwoners per 1 januari 2024 en hoort hiermee qua inwonertal tot de 25 grootste gemeenten van Nederland. Leeuwarden is na Groningen in inwonertal de grootste gemeente van Noord-Nederland. Leeuwarden heeft een oppervlakte van 167,10 km², waarvan 15,25 km² water.
De hoofdplaats van de gemeente is de gelijknamige stad Leeuwarden. De stad telde in 2023 ongeveer 95.890 inwoners.

## Kernen
De gemeente Leeuwarden telt met ingang van 1 januari 2018 36 officiële kernen, waarvan de stad Leeuwarden verreweg de grootste is.
Per die datum werd de gemeente Leeuwarden opgeheven en per dezelfde datum werd een nieuwe gemeente Leeuwarden ingesteld, bestaande uit het grondgebied van de opgeheven gemeente Leeuwarden, uitgebreid met het grondgebied van de gemeente Leeuwarderadeel en een deel van het grondgebied van de gemeente Littenseradeel.
Voor de dorpen die eerder tot Littenseradeel en Boornsterhem behoorden, is de Friese naam de officiële. Eerder werd door de gemeente Leeuwarden ook Wijtgaard al verfriest tot Wytgaard.

### Stad en dorpen
Aantal inwoners per woonkern op 1 januari 2023 behorende tot de gemeente Leeuwarden.
(*) De plaatsen Teerns en Hempens worden bij elkaar berekend door het CBS.
(**) Miedum en het buitengebied van Lekkum worden bij elkaar gerekend door het CBS, los van Lekkum zelf.

### Buurtschappen
Naast deze officiële kernen bevinden zich in de gemeente de volgende buurtschappen:

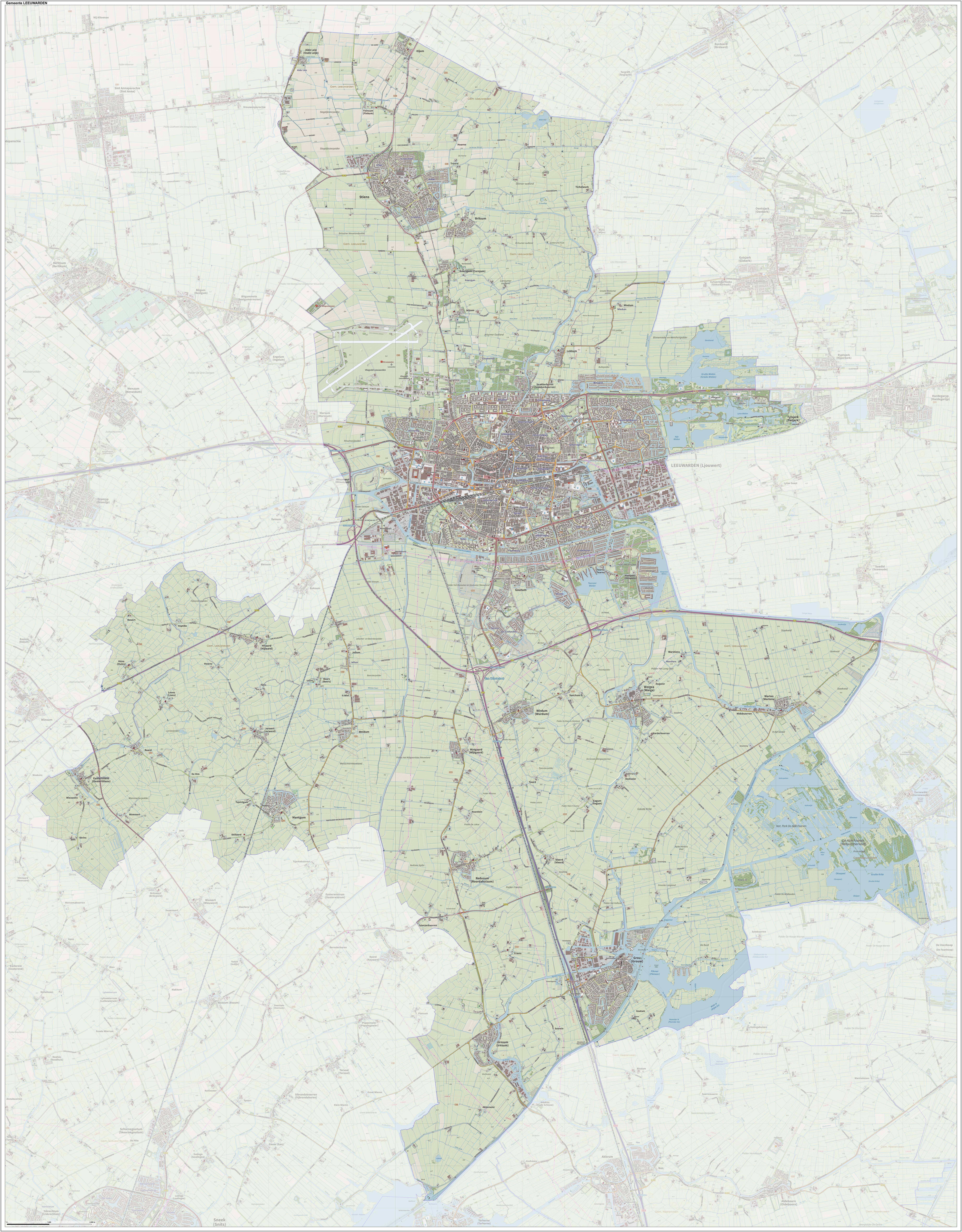
Topografische gemeentekaart van Leeuwarden, per september 2022

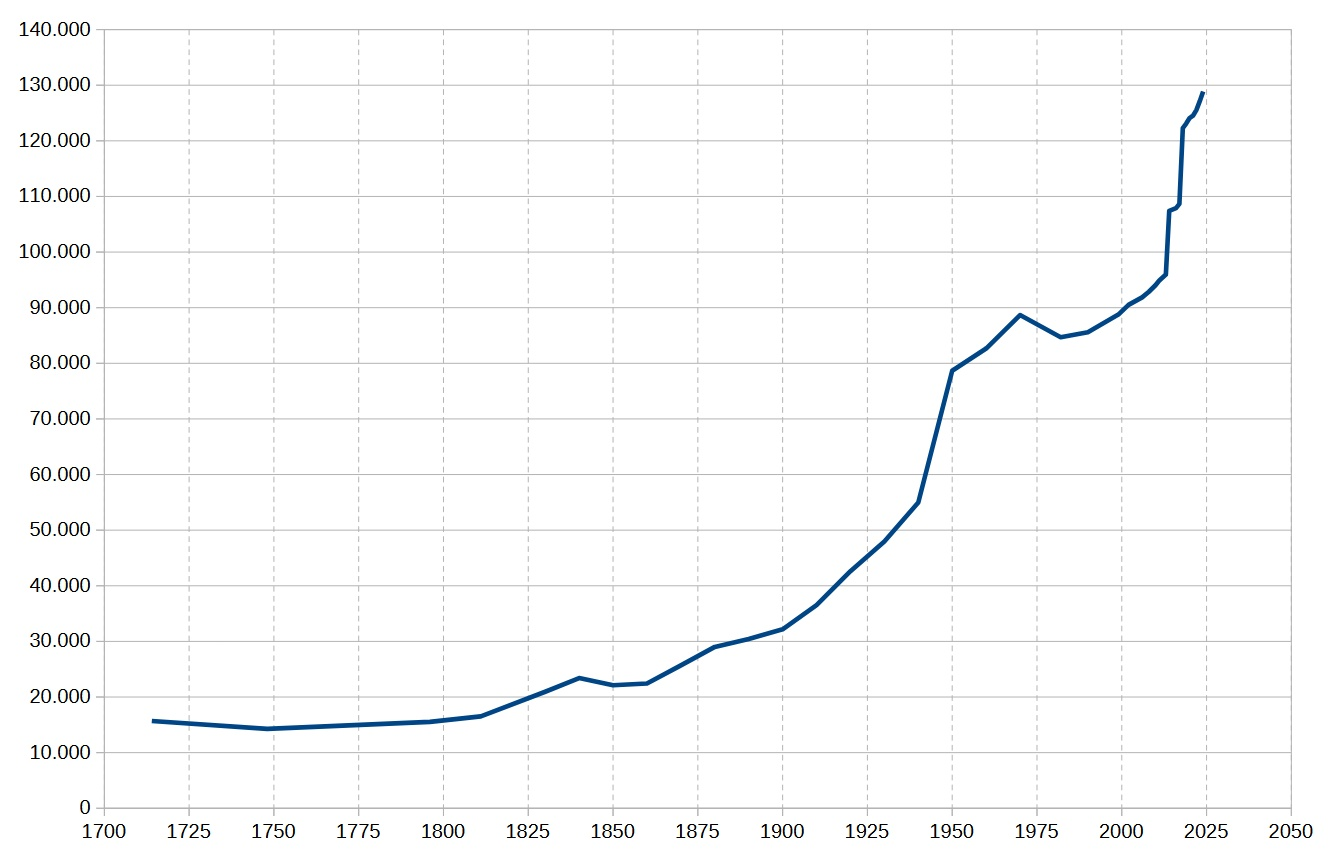
Bevolkingsontwikkeling vanaf 1714

| - Abbengawier - Angwier - Baardburen - Barrahuis - Bartlehiem (deels) - De Hem - Domwier - Fons - Groote Bontekoe | - Gotum - Hezens - Horne - Hofland - Hoptille - Midsburen - Naarderburen - Noordend - Oude Schouw (deels) | - Poelhuizen - Rewerd (deels) - Schillaard - Schrins - Tichelwerk - Tjaard - Tjeintgum - Truurd - Tsienzerburen | - Vensterburen - Vierhuis - Vrouwbuurtstermolen (deels) - Wammerd - Wiel - Wieuwens - Wilaard - Zuiderend |

## Bevolking
De gemeente Leeuwarden is door autonome groei en dankzij een aantal herindelingen in het laatste decennium flink gegroeid naar ruim 123.000 inwoners. De samenstelling van de bevolking was per 1 januari 2018 10.545 personen met een migratieachtergrond, dit is 8,6% van de totale bevolking.

### Bevolkingsgroei
Vanaf de jaren '80 van de 20ste eeuw heeft de gemeente Leeuwarden een groeiende bevolking na een dip in de jaren '70.
- 1960 - 82.649
- 1970 - 88.688
- 1980 - 84.518
- 1990 - 85.570
- 2000 - 88.887
- 2010 - 94.073
- 2013 - 95.949
- 2014 - 107.412 (na gemeentelijke herindeling)
- 2017 - 108.667
- 2018 - 122.415 (na gemeentelijke herindeling)
- 2019 - 123.107
- 2022 - 125.542
- 2024 - 128.857

Bron: CBS Statline

### Annexaties en herindelingen
In 1944 werden de dorpen Lekkum, Miedum, Swichum, Wirdum, Huizum en Wytgaard geannexeerd van Leeuwarderadeel. In 2014 werd een deel van de toenmalige gemeente Boornsterhem (onder andere het dorp Grouw) toegevoegd aan Leeuwarden. In 2018 volgde de laatste gebiedsuitbreiding met delen van Littenseradeel (onder andere het dorp Mantgum) en de volledige gemeente Leeuwarderadeel.

## Aangrenzende gemeenten
| Aangrenzende gemeenten | Aangrenzende gemeenten | Aangrenzende gemeenten | Aangrenzende gemeenten | Aangrenzende gemeenten |
| ---------------------- | ---------------------- | ---------------------- | ---------------------- | ---------------------- |
| Waadhoeke              |                        | Noardeast-Fryslân      |                        | Tietjerksteradeel      |
|                        |                        |                        |                        |                        |
|                        | Smallingerland         |                        |                        |                        |
|                        |                        |                        |                        |                        |
| Súdwest-Fryslân        |                        | De Friese Meren        |                        | Heerenveen             |

## Bestuur en politiek

### Gemeenteraad
De gemeenteraad van Leeuwarden bestaat uit 39 zetels. Hieronder de behaalde zetels per partij bij de gemeenteraadsverkiezingen sinds 1986.
| Partij                         | 1986 | 1990 | 1994 | 1998 | 2002 | 2006 | 2010 | 2013   | 2017   | 2022 |
| ------------------------------ | ---- | ---- | ---- | ---- | ---- | ---- | ---- | ------ | ------ | ---- |
| PvdA                           | 18   | 15   | 11   | 13   | 10   | 15   | 11   | 12     | 11     | 8    |
| GroenLinks                     | -    | -    | -    | -    | -    | -    | -    | -      | -      | 7    |
| FNP                            | -    | -    | -    | -    | 1    | 1    | 1    | 2      | 2      | 4    |
| Gemeentebelangen Leeuwarden    | -    | -    | 2    | 3    | 2    | 2    | 4    | 4      | 2      | 4    |
| CDA                            | 9    | 9    | 7    | 7    | 7    | 5    | 5    | 6      | 5      | 4    |
| VVD                            | 5    | 4    | 5    | 5    | 5    | 4    | 5    | 4      | 4      | 3    |
| Lijst058                       | -    | -    | -    | -    | -    | -    | -    | -      | 2      | 3    |
| D66                            | 1    | 5    | 6    | 2    | 2    | -    | 2    | 4      | 4      | 3    |
| ChristenUnie                   | -    | -    | -    | -    | 1    | 2    | 2    | 2      | 2      | 2    |
| Forum voor Democratie          | -    | -    | -    | -    | -    | -    | -    | -      | -      | 1    |
| PAL/GroenLinks                 | 3    | 3    | 5    | 3    | 4    | 4    | 5    | 4      | 5      | -    |
| 50PLUS                         | -    | -    | -    | -    | -    | -    | -    | -      | 1      | -    |
| Partij voor de Dieren          | -    | -    | -    | -    | -    | -    | -    | -      | 1      | -    |
| Verenigd Links - Feriene Lofts | -    | -    | -    | -    | -    | -    | -    | 1      | -      | -    |
| SP                             | -    | -    | -    | 3    | 3    | 4    | 2    | -      | -      | -    |
| Leefbaar                       | -    | -    | -    | -    | 2    | -    | -    | -      | -      | -    |
| GPV/RPF/SGP                    | 1    | 1    | 1    | 1    | -    | -    | -    | -      | -      | -    |
| Totaal                         | 37   | 37   | 37   | 37   | 37   | 37   | 37   | 39     | 39     | 39   |
| Opkomst                        |      |      |      |      |      |      |      | 39,59% | 40,59% |      |

### College van B&W
Het college van burgemeester en wethouders voor 2022-2026 bestaat uit:
Burgemeester:
- Sybrand van Haersma Buma (CDA): openbare orde en veiligheid, algemene communicatie, handhaving en public affairs

Wethouders:
- Hein de Haan (PvdA): 1e loco-burgemeester, wonen en bouwen, ruimte en leefomgeving en gebiedsontwikkeling
- Hein Kuiken (PvdA): wmo en maatschappelijke opvang, armoede en schuldhulp, financiën en cultuur
- Abel Reitsma (CDA): werk, participatie en inkomen, economie en toerisme
- Nathalie Kramers (GroenLinks): 2e loco-burgemeester, jeugd, onderwijs, publieke gezondheidszorg, vluchtelingen en inclusie
- Evert Stellingwerf (GroenLinks): klimaat, duurzaamheid, circulaire economie, vastgoed en erfgoed
- Gijs Jacobse (Gemeentebelangen): wijken en dorpen, dienstverlening, bedrijfsvoering en sport

Gemeentesecretaris:
- Eelke de Jong: verantwoordelijk voor de gemeentelijke organisatie, bijwonen vergaderingen van het college van burgemeester en wethouders

## Monumenten
In de gemeente zijn er een aantal rijksmonumenten, gemeentelijke monumenten, en oorlogsmonumenten, zie:
- Lijst van rijksmonumenten in Leeuwarden (gemeente)
- Lijst van gemeentelijke monumenten in Leeuwarden (gemeente)
- Lijst van oorlogsmonumenten in Leeuwarden

Hoofdstad: Amsterdam  Regeringszetel: Den Haag

Provincies: Assen (Drenthe) · Lelystad (Flevoland) · Leeuwarden (Friesland) · Arnhem (Gelderland) · Groningen (Groningen) · Maastricht (Limburg) · 's-Hertogenbosch (Noord-Brabant) · Haarlem (Noord-Holland) · Zwolle (Overijssel) · Utrecht (Utrecht) · Middelburg (Zeeland) · Den Haag (Zuid-Holland)

Landen: Philipsburg (Sint Maarten) · Oranjestad (Aruba) · Willemstad (Curaçao) · Amsterdam (Nederland)

Caribisch Nederland: Oranjestad (Sint Eustatius) · The Bottom (Saba) · Kralendijk (Bonaire)
Steden, dorpen en gehuchten: Aegum · Baard · Beers · Britsum · Cornjum · Finkum · Friens · Goutum · Grouw · Hempens · Hijlaard · Hijum · Huins · Idaard · Irnsum · Jellum · Jelsum · Jorwerd · Leeuwarden · Lekkum · Lions · Mantgum · Miedum · Oosterlittens · Oude Leije · Roordahuizum · Snakkerburen · Stiens · Swichum · Teerns · Warstiens · Wartena · Warga · Weidum · Wirdum · Wytgaard

Buurtschappen: Abbengawier · Angwier · Baardburen · Bartlehiem (deels) · Barrahuis · De Hem · Domwier · Fons · Groote Bontekoe · Gotum · Hezens · Horne · Hofland · Hoptille · Marwird · Midsburen · Naarderburen · Noordend · Oude Schouw (deels) · Poelhuizen · Rewerd (deels) · Schillaard · Schrins · Tichelwerk · Tjaard · Tjeintgum · Truurd · Tsienzerburen · Vensterburen · Vierhuis · Vrouwbuurtstermolen (deels) · Wammerd · Wiel · Wieuwens · Wilaard · Zuiderburen · Zuiderend

Voormalige buurtschappen: De Drie Romers · Hoek

Friesland: Steden en dorpen      Nederland: Provincies · Gemeenten
Achtkarspelen · Ameland · Dantumadeel · De Friese Meren · Harlingen · Heerenveen · Leeuwarden · Noardeast-Fryslân · Ooststellingwerf · Opsterland · Schiermonnikoog · Smallingerland · Súdwest-Fryslân · Terschelling · Tietjerksteradeel · Vlieland ·  Waadhoeke · Weststellingwerf

Steden en dorpen · Voormalige gemeenten · Nederland: Provincies · Gemeenten